# آنتونیو دیوینو موورا
آنتونیو دیوینو موورا معاون اول سازمان جهانی هواشناسی و مدیر دانشگاه هواشناسی برزیل (INMET) است.
او مدیر کل موسسه زمین در دانشگاه کلمبیا (۲۰۰۲–۲۰۰۳) و استاد هواشناسی در مؤسسه تحقیقات فضایی برزیل و دانشگاه سان پائولو بود. او جایزه کارل گاستاف راسبی را از مؤسسه فناوری ماساچوست برای دکترای خود به دست آورد. سازمان جهانی هواشناسی جایزه آنتونیو دیوینو موورا برزیلی را به عنوان برنده جایزه علمی برتر خود برای کار برجسته در هواشناسی و هواشناسی و تحقیقات علمی نامگذاری کرده‌است.

## مدارج علمی تحقیقاتی
دکتر موورا دارای دکترای هواشناسی از دانشگاه ملی برزیل است (MIT-1975)؛ مدرک کارشناسی ارشد علوم فضایی مؤسسه تحقیقات فضایی برزیل(1971-INPE)دارد، دوره مهندسی برق از دانشگاه فدرال میناس گرایس برزیل (۱۹۶۹) و مطالعات دکتری در مرکز پرواز فضایی گودارد ناسا (۱۹۸۰)، با مطالعات نظری و مدل‌سازی خشکسالی در شمال شرقی برزیل است.